# La corona perduta
La corona perduta è un romanzo ucronico di Giampietro Stocco del 2013.
La storia è ambientata in un presente alternativo nel quale Napoleone Bonaparte è morto all'inizio della Campagna d'Italia (1796-1797). Di conseguenza, la Francia è stata sconfitta dalla Prima coalizione, e in seguito anche smembrata tra Spagna, Inghilterra, Paesi Bassi e Repubblica di Genova.
Nel presente narrativo del romanzo (il 2006) la nazione leader in Europa è la Spagna dei Borboni, che oltre a possedere il Meridione italiano, il Midi francese, il Portogallo e l'America latina, è l'alfiere della restaurazione assolutista nell'Europa dell'Est.

## Trama
Una grave crisi politica attraversa l'Europa dopo la repressione da parte della Spagna dei movimenti democratici nei paesi satelliti che si trovano tra la Germania e la Russia.
Il sovrano spagnolo, Carlo VI di Borbone, ambisce alla traslazione dell'impero, cioè al trasferimento della corona dell'Imperium Romanum Sacrum dalla Vienna degli Asburgo a Madrid, che comporterebbe la realizzazione del suo sogno universalistico (e assolutista). Per fare ciò ha bisogno dell'assenso di Papa Giulio IV, al secolo Sergio Della Chiesa, genovese di nascita, che è stato in gioventù innamorato della coetanea Letizia Montaldo e poi durante gli anni del noviziato ha fatto parte di un corpo militare d'élite dello Stato Pontificio.
Deciso a contrastare le ambizioni del re di Spagna, il pontefice emana un'enciclica intitolata Pacem servabo, nella quale oltre a ribadire la libertà di coscienza individuale, riconosce le aspirazioni democratiche dei popoli e la necessità di ricostituire l'unità statale della Francia. Per esercitare una sufficiente pressione sul Papa, la Spagna ammassa truppe corazzate ai confini laziali; si risolve inoltre a attaccare il territorio della Repubblica di Genova, unico Stato che possa conseguire la destestata unità nazionale italiana, e che già domina su un territorio esteso dalla Savoia alla Croazia, quindi ai diretti confini dei possedimenti spagnoli.

Nella complicata situazione dinastica francese, con tre pretendenti al trono, papa Giulio si vede forzare la mano da don Juan de Borbón, cugino del re di Spagna, che ha rapito Letizia Montaldo; costei è divenuta infatti agente segreto della Repubblica di Genova, e si è lasciata convincere da Gian Filippo Spinola, a sua volta amico d'infanzia, a tentare un ricatto a sfondo sessuale ai danni del pretendente. Nell'imminenza della guerra e con la minaccia dell'incolumità di Letizia, don Juan ottiene di essere proclamato re di Francia con il nome di Jean IV, e anche l'abdicazione del papa.
La Marina borbonica viene gravemente sconfitta in Adriatico dai genovesi e la Francia si solleva, ma le divisioni corazzate spagnole penetrano in Liguria da ovest. Dopo la rinuncia al soglio pontificio, papa Giulio ritorna Sergio Della Chiesa e si unisce al commando Gaudeamus igitur in un'incursione a Parigi per liberare Letizia. Cade in una trappola di Juan/Jean IV, ma l'andamento della guerra costringe i due a venire a patti. Il conflitto infatti ha assunto proporzioni quasi mondiali: la flotta inglese nel Mediterraneo è intervenuta a fianco dei genovesi contro un'invasione spagnola dall'Austria, impedendo la caduta di Venezia.

A questo punto però la Spagna impiega due armi di distruzione di massa: un convettore di energia elettromagnetica su grande scala che sbaraglia la flotta inglese nel Golfo di Biscaglia e una tossina derivata dagli studi del principe di Sansevero che stermina i volontari francesi. Sergio Della Chiesa accetta di ritornare al suo ruolo di guida della Cristianità, Juan riduce il proprio ruolo a reggente di Francia. Il primo ministro inglese Elton John fa da paciere tra gli Stati Confederati d'America e gli Stati Uniti, che entrano in guerra contro la Spagna. Il conte Gian Filippo Spinola riesce a salvare Roma da una minaccia chimica spagnola grazie all'aiuto della sua amante Valeria Trensasco, intraprendente giornalista di un quotidiano genovese; entrambi riescono a tornare a Genova investita dalle truppe corazzate spagnole e sul punto di cadere.
L'esito della guerra volge a sfavore della Spagna. Gian Filippo e Valeria si consegnano agli assedianti con il pretesto di trattare la resa della Repubblica, in realtà con l'intento di impadronirsi della super-arma che ha sterminato la prima linea di difesa. Per loro fortuna l'intervento anglo-americano via mare impedisce la caduta della città. La Spagna è costretta a arrendersi, il trono passa al figlio di Carlo VI; l'Italia raggiunge l'unità nazionale sotto Genova, la Francia recupera il territorio nel confini del 1789 e ritorna monarchia, ma Juan de Borbón va in esilio volontario. Giulio IV ritorna a Roma nelle sue funzioni di pontefice, ma abolisce la regola della castità per i religiosi. Si corona così il suo sogno giovanile con Letizia.

## Personaggi
Protagonisti
- Gian Filippo Spinola – conte genovese, agente plenipotenziario della Repubblica
- Carlo VI di Borbone - antagonista, re di Spagna e imperatore del Messico
- Sergio della Chiesa – papa Giulio IV

Personaggi principali
- Letizia Montaldo – avventuriera genovese, agente segreto della Repubblica, conosciuta anche come doña Letizia di Norvegia
- Valeria Trensasco - giornalista del quotidiano Avvisatore di Genova

Altri personaggi
- Anton – austriaco di Innsbruck emigrato a Genova, poi guardia del corpo di G.F.Spinola.
- Ugo Di Natale – redattore capo del quotidiano Avvisatore di Genova
- Padre Jaime Ferrer – frate catalano, confessore di re Carlo VI
- Garbarino – giornalista del quotidiano Avvisatore di Genova
- Gérard Moulin – girondino di Burdeos (Bordeaux) emigrato a Genova, poi guardia del corpo di G.F.Spinola

## Ambientazione
Giampietro Stocco è fra gli autori italiani che più hanno frequentato il sottogenere Ucronia, parola derivata da utopia per indicare un presente storico alternativo, la cui divaricazione rispetto alla storia condivisa è stata determinata da un evento passato: questo può essere un'invenzione scientifica (come in La macchina della realtà di Gibson e Sterling, con la sua precoce rivoluzione informatica), il diverso esito di una battaglia (Waterloo, Gettysburg e Stalingrado le più frequentate) oppure la morte di un personaggio storico.
In questo romanzo il giovane generale Napoleone Bonaparte viene ucciso da un cecchino durante la battaglia di Montenotte, di conseguenza le novità politiche della Rivoluzione francese non investono l'Europa e le monarchie di origine medievale sopravvivono fino a oggi. Lo scontro Spagna/Europa è in realtà lo scontro conservazione religiosa/laicismo, nel quale l'ago della bilancia è rappresentato da un papa progressista.
In precedenza Stocco si è cimentato in una coppia di romanzi partendo dall'ipotesi che l'Italia non sia entrata in guerra nel 1940 e il regime fascista sia sopravvissuto fino alla morte di Mussolini.

## Citazioni
Nel romanzo vengono dedicati diversi cameo a personaggi realmente esistiti o esistenti, spesso in funzioni sociali simili a quelle del nostro mondo: Benito Mussolini, Adolf Hitler, Lenin, John Fitzgerald Kennedy, Bill Clinton, Bruce Willis e altri, e perfino un Elton John divenuto primo ministro britannico con il suo vero nome, Reginald Kenneth Dwight.

## Edizioni
- Giampietro Stocco, La corona perduta, Genova, Cordero Editore, 2013, ISBN 9788898130085.
- Giampietro Stocco, La corona perduta, Milano, Delos Digital, 2018, ISBN 9788825404999.